# Gymnastique aux Jeux olympiques d'été de 1896 - Barres parallèles
Pour un article plus général, voir Gymnastique aux Jeux olympiques de 1896.
Navigation
Saint-Louis 1904
Cette page présente les résultats de la finale du concours des barres parallèles de gymnastique artistique des Jeux olympiques de 1896 organisés à Athènes (Grèce).

## Résultats
| Rang | Gymnaste             | Pays      |
| ---- | -------------------- | --------- |
| 1    | Alfred Flatow        | Allemagne |
| 2    | Louis Zutter         | Suisse    |
| -    | Konrad Böcker        | Allemagne |
| -    | Charles Champaud     | Bulgarie  |
| -    | Gustav Flatow        | Allemagne |
| -    | Alphonse Grisel      | France    |
| -    | Georg Hillmar        | Allemagne |
| -    | Gyula Kakas          | Hongrie   |
| -    | Fílippos Karvelás    | Grèce     |
| -    | Fritz Manteuffel     | Allemagne |
| -    | Ioannis Mitropoulos  | Grèce     |
| -    | Karl Neukirch        | Allemagne |
| -    | Antonios Papaigannou | Grèce     |
| -    | Richard Röstel       | Allemagne |
| -    | Gustav Schuft        | Allemagne |
| -    | Carl Schuhmann       | Allemagne |
| -    | Desiderius Wein      | Hongrie   |
| -    | Hermann Weingärtner  | Allemagne |